# توما باشیچ
توما باشیچ (انگلیسی: Toma Bašić؛ زادهٔ ۲۵ نوامبر ۱۹۹۶) بازیکن فوتبال اهل کرواسی است که برای باشگاه لاتزیو بازی می‌کند.

وی همچنین در تیم‌های ملی فوتبال زیر ۲۱ سال کرواسی و کرواسی بازی کرده‌است.